# Chaetosomatidae
Chaetosomatidae là một họ nhỏ bọ cánh cứng, trong phân bộ Polyphaga.

## Phân loại
- Chi Chaetosoma Westwood, 1851
  - Chaetosoma colossa Opitz, 2010
  - Chaetosoma scaritides Westwood, 1851
- Chi Chaetosomodes Broun, 1921
  - Chaetosomodes halli Broun, 1921
- Chi Malgassochaetus Ekis & Menier, 1980
  - Malgassochaetus cordicollis (Menier & Ekis, 1982)
  - Malgassochaetus crowsoni Ekis & Menier, 1980
  - Malgassochaetus descarpentriesi Ekis & Menier, 1980
  - Malgassochaetus pauliani Ekis & Menier, 1980
  - Malgassochaetus penicillatus Menier & Ekis, 1982
  - Malgassochaetus quadraticollis (Menier & Ekis, 1982)
  - Malgassochaetus sogai Menier, 1991
  - Malgassochaetus viettei Menier & Ekis, 1982

## Hình ảnh

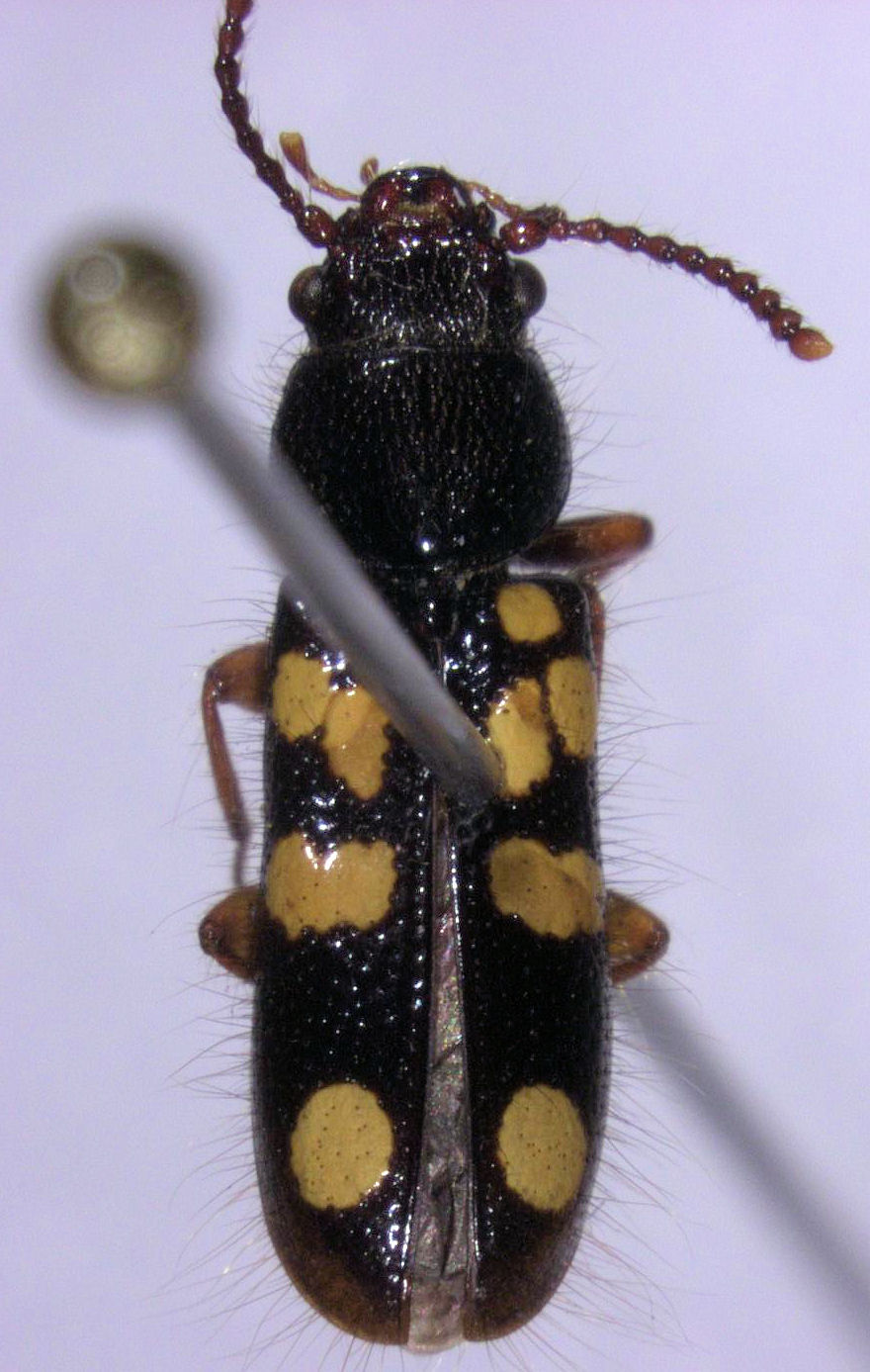
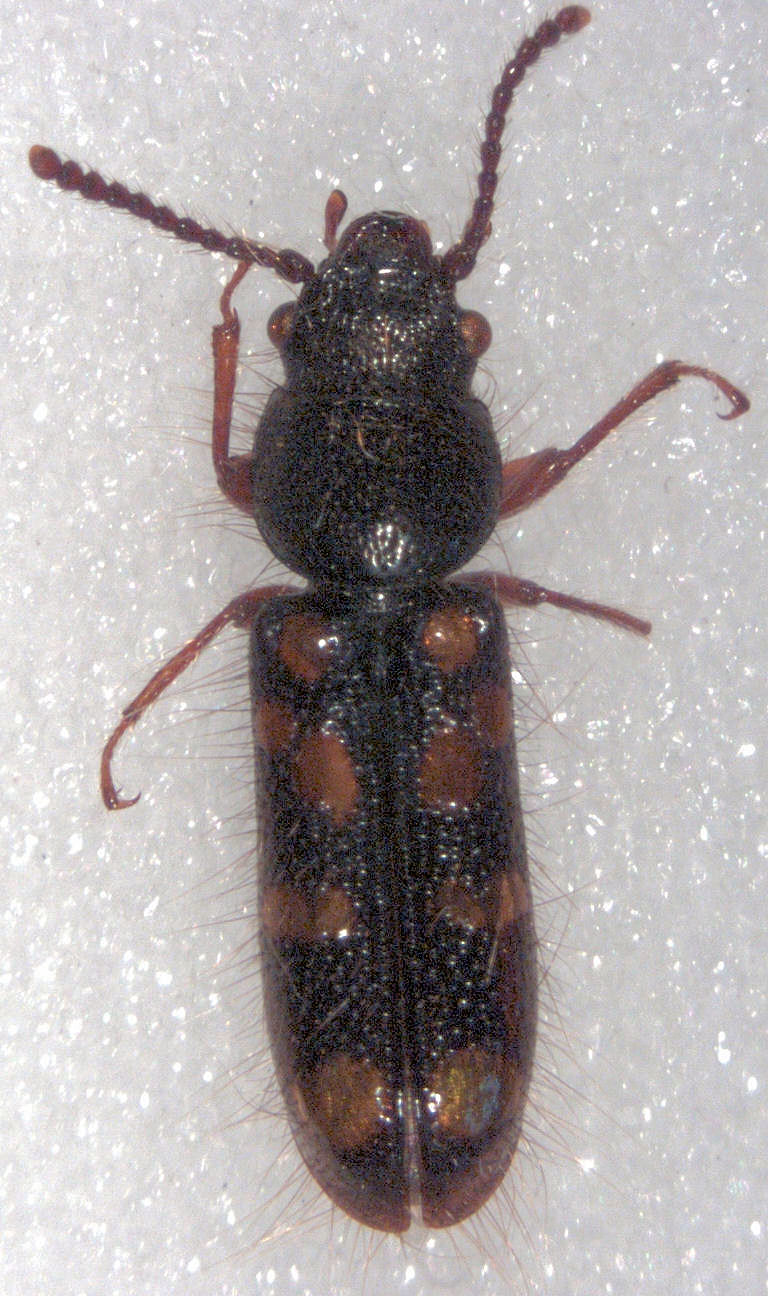